# Dapsa
Dapsa é um género de coleópteros da família Erotylidae.